# 近江令
近江令 (おうみりょう)是日本飞鸟时代，据称是公元668年，天智天皇统治时期以中臣鐮足為首，參考大化改新以來的詔令及單項法規，編成的22卷律令。它被部分学者认为是日本的第一部律令，但由于原件并不存在，加之支持其存在的历史文献很少，因此对于其存在与否有着激烈的争论。不过存在与否定两种理论都认为，当时没有制定、颁布“律”，只有“令”可能存在。

## 存在争议
存在论的论据是《藤氏家传》记载的“藤原镰足奉天智天皇之命，于天智元年 (668年)编纂律令”，和“天智元年制定令22卷”。”以及弘仁格式记载的“近江朝廷之令”。7世纪中期，天智天皇领导下的日本政治制度正在走向律令制度化，积极引进各种中国制度，作为这一制度基础的律令（《近江令》）之存在，似乎应该被肯定。根据存在论，《近江令》是引入律令制度的、具开创性的重要法律，对后来的《飛鳥淨御原令》和《大宝令》产生了重要影响。
然而，《藤氏家传》和《弘仁格式》都是后世（8~9世纪）编撰的，相对的正史《日本书纪》中并没有关于《近江令》的记载。不过《日本书纪》天智九年（670年）记载：“宣朝庭之禮儀與行路之相避。”天智十年又记载：“施行冠位法度之事。”因此天智天皇制定律法的事实应该存在，但是否形成法典存在争议。此外由于制定《弘仁格式》的天智系天皇--桓武天皇有强调天智系正统的目的，因此《弘仁格式》可能对天智天皇功绩有所夸大。
另外，不存在论还分为几种立场。有的认为根本没有《近江令》；有的认为《近江令》是天智时期颁布的各种律法的统称；还有的说法认为虽然不完全，但还是编撰了一定数量的律令。另外有一种理论认为，律令已被编撰，但仅部分执行。对于律令制度的建立运动，不存在论强烈主张天武天皇的影响大于天智天皇。

## 近江朝廷
667年，中大兄皇子将皇都从飞鸟迁至近江大津的近江宫，并于668年即位，成为天智天皇，启动了新的政治制度改革。此时的政治体制被称为近江朝廷。据称近江朝廷於668年制定律令，被称为“近江朝廷之令”或“近江令”。
天智十年（671年），大友皇子被封为太政大臣，蘇我赤兄、中臣金被任命为左大臣和右大臣，蘇我果安等三人担任御史大夫。形成了基于《近江令》的政体。设置新的官职--太政大臣，以及后世纳言前身的御史大夫，为大化改新以来在大臣・大連以下的国政参議官、大夫之制度予以法制化。有一种观点认为，随着672年壬申之亂后近江朝廷被天武天皇灭亡，《近江令》也被废止。

### 日本律令
- 飛鳥淨御原令
- 大宝律令
- 养老律令
- 刪定律令